# Loreto Mauleón
Loreto Mauleón (Burgos, 14 de agosto de 1988) es una actriz española ganadora de un Premio Feroz como mejor actriz de reparto en una serie por su interpretación en Patria (2020).

## Estudios
Cursó sus estudios primarios en la ikastola Zurriola de San Sebastián, y durante toda su infancia recibió clases de baile e interpretación. A los 18 años ingresó en la Universidad del País Vasco donde cursó los estudios de Ingeniería Civil. En sus últimos años de estudios se involucró más en el tema artístico y comenzó a dar sus primeros pasos ante las cámaras mediante la agencia de casting Binahi.

### Carrera artística
El 2 de octubre de 2009 se estrenó en España La máquina de pintar nubes, película dirigida por Patxo Tellería y Aitor Mazo, en la que actuó como secundaria. La película fue estrenada coincidiendo con el Festival de Cine de San Sebastián, y también fue presentada al Festival de Cine de Chicago. En ambos sitios tuvo una gran acogida por parte de la crítica.
El 21 de junio de 2010 inició el rodaje de Bi anai («Dos hermanos» en su traducción al castellano), ópera prima del largometrajista Imanol Rayo, basada en la novela homónima de Bernardo Atxaga. La película se filmó hasta el 30 de julio en localizaciones como Artikutza, Ituren y Lesaca. Durante esos años, trabajó en la serie televisiva Goenkale, de la autonómica vasca ETB, donde estuvo cuatro temporadas dando vida a Joana.
En 2020 obtuvo reconocimiento tras interpretar a Arantxa Garmendia Uzkudun en la serie Patria por el que obtuvo un premio Feroz como mejor actriz de reparto, además de otro premio Platino en la misma categoría. En 2021 se anunció que formaba parte de Express, la primera serie de STARZPLAY en España.
En 2022 participó en la película Los renglones torcidos de Dios, interpretando a Montse Castell, la psicóloga de un centro psiquiátrico, dirigida por Oriol Paulo. Un año después fue una de las protagonistas de la cinta de Carlota Pereda La ermita.
En 2023 fichó por la La chica de nieve para Netflix interpretando a Ana Núñez, la madre de una niña desaparecida. En junio de ese mismo año fichó por la serie Detective Touré de La 1.

## Vida personal
Loreto reside en Madrid desde que protagonizó la serie El secreto de Puente Viejo, donde dio vida a María Castañeda. Actualmente tiene una relación con su compañero de reparto Carlos Serrano.

## Filmografía

### Televisión
| Año       | Título                     | Personaje                 | Notas                                                |
| --------- | -------------------------- | ------------------------- | ---------------------------------------------------- |
| 2008–2012 | Goenkale                   | Joana Urkijo Egiguren     | Rol principal; 665 episodios                         |
| 2012–2019 | El secreto de Puente Viejo | María Castañeda Ulloa     | Protagonista; 860 episodios (temporadas 2-5 / 10-11) |
| 2015–2016 | Aitaren Etxea              | Irene Egaña Echeverría    | Protagonista; 15 episodios                           |
| 2016      | Lo que escondían sus ojos  | Zita Polo y Martínez      | Rol principal (miniserie); 4 episodios               |
| 2016      | Olmos y Robles             | Elvira Lasparri           | Episodio: «Tras el corazón verde»                    |
| 2019      | Los nuestros 2             | Aissa Al-Andalus Illa     | Rol principal (miniserie); 3 episodios               |
| 2020      | Patria                     | Arantxa Garmendia Uzkudun | Rol principal; 8 episodios                           |
| 2021      | Besos al aire              | Elena                     | Rol principal (miniserie); 2 episodios               |
| 2022–2023 | Express                    | Dulce Morelos             | Rol principal; 16 episodios                          |
| 2023      | La chica de nieve          | Ana Núñez                 | Rol principal; 6 episodios (temporada 1)             |
| 2024      | Querer                     | Paula                     | Rol principal (miniserie); 4 episodios               |
| 2024      | Detective Touré            | Cristina                  | Rol principal; 6 episodios                           |

### Cine
| Año  | Título                         | Personaje                   | Dirección                   |
| ---- | ------------------------------ | --------------------------- | --------------------------- |
| 2009 | La máquina de pintar nubes     | Sara                        | Patxo Tellería y Aitor Mazo |
| 2010 | Dos hermanos                   | Chica guapa                 | Imanol Rayo                 |
| 2022 | La quietud en la tormenta      | Lara                        | Alberto Gastesi             |
| 2022 | Los renglones torcidos de Dios | Montserrat «Montse» Castell | Oriol Paulo                 |
| 2023 | La ermita                      | Maider                      | Carlota Pereda              |
| 2024 | La buena letra                 | Ana                         | Celia Rico Clavellino       |

## Premios y nominaciones
Premios Feroz
| Año  | Categoría                            | Trabajo | Resultado |
| ---- | ------------------------------------ | ------- | --------- |
| 2020 | Mejor actriz de reparto de una serie | Patria  | Ganadora  |
| 2025 | Mejor actriz de reparto de una serie | Querer  | Nominada  |

Premios Platino
| Año  | Categoría                                                         | Trabajo | Resultado |
| ---- | ----------------------------------------------------------------- | ------- | --------- |
| 2021 | Mejor Interpretación Femenina de reparto en Miniserie o Teleserie | Patria  | Ganadora  |